# Hamasaki Mao
Hamasaki Mao (浜崎 真緒 (Banh-Kỳ Chân-Tự) sinh ngày 20 tháng 10 năm 1993) là một nữ diễn viên khiêu dâm người Nhật Bản.
Cô đến từ Chiba, trước đây thuộc về công ty Lotus Group của Two-Top Promotion, nhưng bây giờ cô thuộc về Funstar Promotion, công ty được tạo nên từ sự tái tổ chức lại của chính công ty kia.

## Sự nghiệp
Tháng 6/2012, cô ra mắt ngành phim khiêu dâm trên một trang web phát tán video theo từng loạt có tên Prestige, và cô trở thành nữ diễn viên độc quyền cho họ đến tháng 3/2013.
Tháng 7/2013, cô diễn một thời gian ngắn cho SOD. Từ tháng 10, cô hoạt động với tư cách là nữ diễn viên tự do và tự lập kế hoạch.
Năm 2016, cô được đề cử cho giải Nữ diễn viên và khoảnh khắc kiểu W hay nhất tại Giải thưởng truyền hình phim khiêu dâm Sky PerfecTV! 2016.
Tháng 11/2018, cô được đề cử cho giải Nữ diễn viên tại Giải thưởng truyền hình phim khiêu dâm Sky PerfecTV! 2019.
Tháng 10/2020, cô xếp thứ hai trong chương trình "Loạt câu hỏi cho nữ diễn viên khiêu dâm đối với suy nghĩ của họ rằng giọng diễn viên khiêu dâm rất gợi cảm" của GeoTV. Tháng 12/2020, cô xếp thứ 38 trong bảng "FLASH 2020 BEST100 diễn viên đang hoạt động gợi cảm nhất" được bầu bằng cách lấy ý kiến độc giả.
Tháng 2/2021, cô xếp thứ nhất trong chương trình "Loạt câu hỏi cho nữ diễn viên khiêu dâm muốn nhận sô cô la của ngày Valentine!" của GeoTV. Tháng 4/2021, cô xếp thứ 25 trong cuộc "bầu cử nữ diễn viên phim khiêu dâm SEXY đang hoạt động" 2021 của Asahi Geino.
30/11/2021, cô được đề cử bởi Cherry Bomb và được chọn để nhận giải Valuable Actress of Cherry bomb.

## Đời tư
Sở thích của cô là nghe nhạc và xem phim. Cô ghét học hành, vì thế sau khi tốt nghiệp cấp hai, cô đã làm việc bán thời gian ở một nhà máy, v.v.
Cô ra mắt ngành phim khiêu dâm khi cô được tìm ra vào năm 18 tuổi. Cô chưa bao giờ xem phim khiêu dâm đến lúc vào ngành, cô không biết tên nữ diễn viên nào nổi tiếng vào lúc đó, hay thậm chí là một cái tên nào trong ngành. Khi cô mới vào ngành, cô không có ý thức về "công việc", và cô nói "cô đã hoàn toàn coi việc làm như đi chơi". Cô lúc đó ham chơi và trong một buổi khi đến trường quay, cô và đạo diễn đã rất bất ngờ khi cô vẫn có kẹo cao su cô đã nhai từ sáng trong miệng khi đang liếm dương vật. Sau đó, cô chuyển thành một nữ diễn viên tự do (Kikatan), và sau khi cô diễn cùng các nữ diễn viên khác, cô nhìn thấy khái niệm công việc ở gần hơn và đã nghe nhiều câu chuyện, sau đó cô nhận ra "Đây không phải là trò chơi, mọi người đang làm việc, đây là nghề của họ".
Trước khi rời ngành phim khiêu dâm, cô nói muốn quay phim ở tất cả các nhà sản xuất ngoại trừ NG.
Một trong những kỹ năng đặc biệt của cô là xuất tinh, và có lúc nước tinh của cô bắn cao hơn trần nhà, và nam diễn viên nói "Tôi tưởng trần nhà bị dột (vì nước đang rơi từ trên xuống)."